# Radetzky (Schiff, 1851)
Die Radetzky war ein 1851 für die Erste Donau-Dampfschiffahrts-Gesellschaft (DDSG) auf der Schiffswerft Obuda in Budapest gebauter Passagier-Seitenraddampfer. Namensgeber des Schiffes war der österreichische Feldmarschall Josef Wenzel Radetzky von Radetz (1766–1858).

## Technik
Der aus Eisen gefertigte Seitenraddampfer war 54,25 Meter lang und 7,01 Meter breit bzw. über die Radkästen 13,60 Meter. Angetrieben wurde das Schiff von einer oszillierenden Dampfmaschine von Escher Wyss, die 351 PSi leistete und 1867 auf Verbundwirkung umgebaut wurde.

## Geschichte

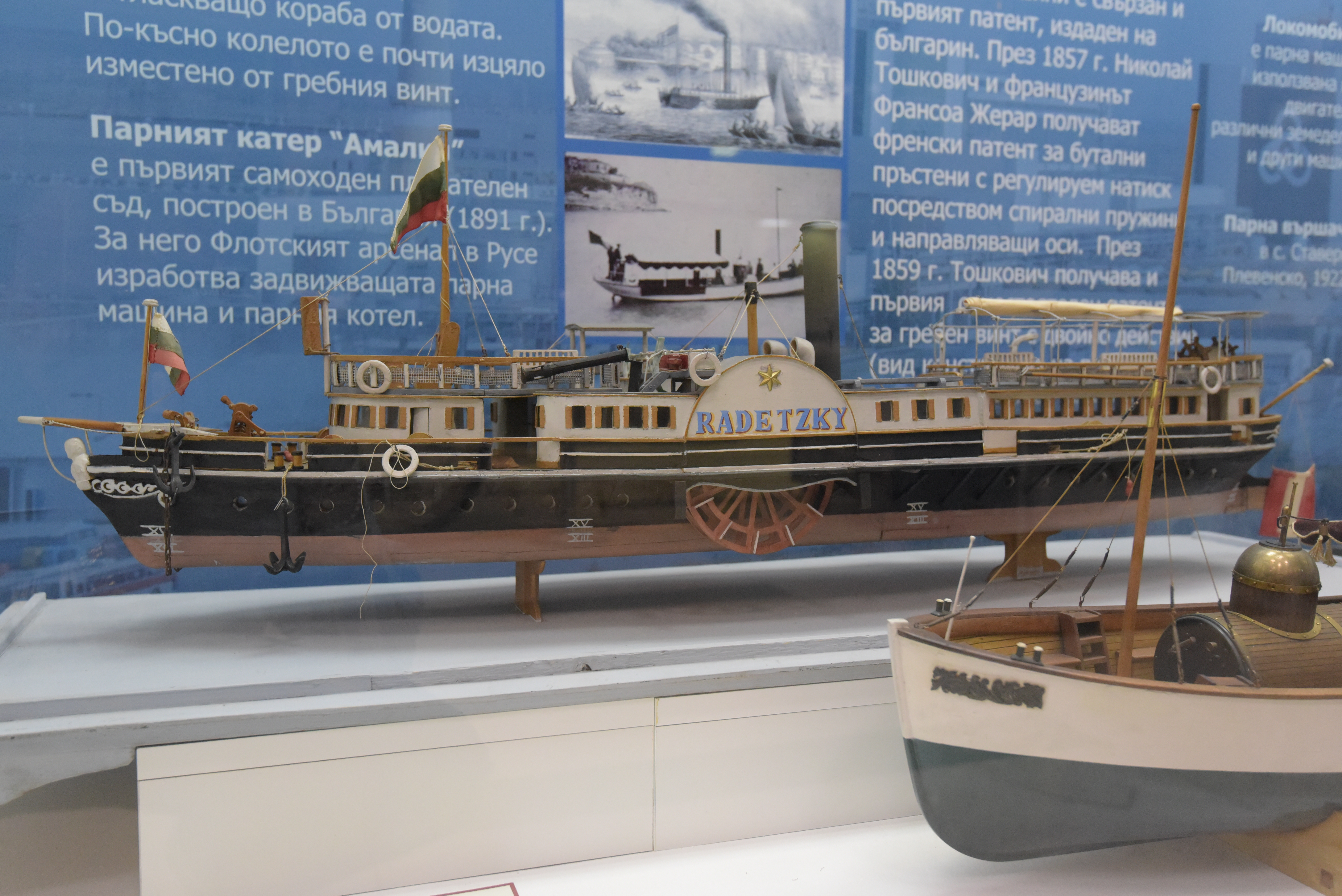
Modell der Radetzky

Die DDSG setzte die mit der Flottennummer 60 versehene Radetzky abwechselnd mit Schwesterschiffen im Liniendienst auf der Donau ein. Sie befuhr die Strecke von Wien bis Sulina im Donaudelta am Schwarzen Meer.
Am 17. Mai 1876 entführte der Dichter und Revolutionär Christo Botew mit rund 200 Gefährten die Radetzky von Rumänien nach Kosloduj und schiffte sich und seinen Trupp dort aus, um seinen Beitrag zum Kampf gegen das osmanische Reich zu leisten. Sein Ziel war ein Wiederanfachen der Aufstandsbewegung in Bulgarien nach der Niederschlagung des April-Aufstandes durch türkische Truppen. Christo Botew fiel drei Tage nach seiner Ankunft durch eine Gewehrkugel. Letztlich führte der April-Aufstand zum Eingreifen Russlands und zur Unabhängigkeit Bulgariens.
Nach diesem Ereignis befuhr die Radetzky weiterhin die Route zwischen Wien und dem Schwarzen Meer, bis sie im Jahr 1913 außer Dienst gestellt und anschließend abgewrackt wurde.

## Nachbau
1966 wurde der 1954 gebaute Seitenradschlepper Plowdiw zu einem weitgehend originalgetreuen Nachbau der historischen Radetzky umgebaut. Diese Nachbau-Radetzky liegt als Museumsschiff in Kosloduj.